# Blade (série de filmes)
Blade é uma série de filmes baseada no personagem homônimo da Marvel Comics. Escritos por David S. Goyer, os três filmes foram dirigidos por Stephen Norrington, Guillermo del Toro e Goyer, respectivamente, e distribuídos pela New Line Cinema. Nos filmes, Blade é interpretado por Wesley Snipes, enquanto na série de televisão de 2006, é interpretado por Sticky Fingaz.
O personagem foi criado em 1973 para a Marvel pelo escritor Marv Wolfman e artista Gene Colan e foi um personagem secundário da série The Tomb of Dracula. Nos quadrinhos, a mãe de Blade foi mordida por um vampiro enquanto ela estava trabalhando com Blade. Assim, pode-se inferir, Blade nasceu como um Dampiro, um humano com genes vampiros.

## Filmes
| Filme          | Data de lançamento     | Diretor(es)        | Roteirista(s)  | Produtor(es)                                                      |
| -------------- | ---------------------- | ------------------ | -------------- | ----------------------------------------------------------------- |
| Blade          | 21 de agosto de 1998   | Stephen Norrington | David S. Goyer | Wesley Snipes, Peter Frankfurt, Robert Engelman e Andrew J. Horne |
| Blade II       | 22 de março de 2002    | Guillermo del Toro | David S. Goyer | Wesley Snipes, Patrick Palmer e Peter Frankfurt                   |
| Blade: Trinity | 08 de dezembro de 2004 | David S. Goyer     | David S. Goyer | Lynn Harris, Wesley Snipes, David S. Goyer e Peter Frankfurt      |

### Blade(1998)
Blade cresce para se tornar um caçador de vampiros, jurando vingança sobre as criaturas que mataram sua mãe. Ele se junta a um homem chamado Whistler, um caçador de vampiros aposentado e especialista em armas.
Enquanto isso, no submundo urbano, uma feud é iniciada entre vampiros de "sangue puro" e aqueles que foram humanos, mas foram "virados". Blade torna-se ciente disso e investiga mais, descobrindo uma trama para levantar o deus sangue La Magra, algo que ele deve parar a todo custo.

### Blade II(2002)
Uma mutação rara ocorreu dentro da comunidade de vampiros. "Reapers" são vampiros tão consumidos por uma insaciável sede de sangue que atacam vampiros e seres humanos, transformando vítimas que são azaradas o suficiente para sobreviverem em Reapers. Agora sua população em rápida expansão ameaça a existência de vampiros, e logo não haverá seres humanos suficientes no mundo para satisfazer sua sede de sangue. Blade, Whistler e um especialista em armamentos chamado Scud são curiosamente convocados pelo Conselho da Sombra. O conselho relutantemente admite que eles estão em uma situação terrível e exigem a assistência de Blade. Blade, então, tênuemente entra em uma aliança com The Bloodpack, uma elite equipe de vampiros que foram treinados em todos os modos de combate para derrotar Blade. Eles vão usar suas habilidades em vez de ajudar a acabar com a ameaça Reaper. A equipe de Blade e o Bloodpack são a única linha de defesa que pode impedir a população de Reaper de eliminar as populações de vampiros e humanos.

### Blade: Trinity(2004)
Os vampiros conseguem enquadrar Blade para o assassinato de um ser humano (que de fato era um familiar usado como isca). Blade, agora no olho do público e querido pelo FBI, tem que unir forças com o Nightstalkers, um clã humano de caçadores de vampiros. Blade, Hannibal King e Abigail Whistler vão atrás de Danica Talos, que conseguiu localizar e ressuscitar Drake, também conhecido como Dracula, o primeiro vampiro e, de longe, o mais poderoso. A fim de detê-lo, Blade tem que liberar um vírus que vai acabar com todos os vampiros, mas sendo um dhampir, ele deve enfrentar a possibilidade de também morrer nas mãos do vírus.

## Universo Cinematográfico Marvel

### Deadpool & Wolverine(2024)
Wesley Snipes faz uma aparição rápida em Deadpool & Wolverine como Blade, sendo a primeira aparição do personagem no Universo Cinematográfico Marvel. No filme, Blade, Gambit, X-23 e Elektra formam uma equipe no Vazio, juntos com Deadpool e Wolverine, derrotam o exército de Cassandra Nova, a irmã de Charles Xavier.

### Futuro
Em agosto de 2012, os direitos cinematográficos de Blade foram revertidos da New Line para a Marvel Studios. Em maio de 2013, The Hollywood Reporter relatou que a Marvel tinha um roteiro em desenvolvimento para Blade. Em outubro de 2016, o presidente da Marvel Studios, Kevin Feige, disse: "Faremos algo com Blade em algum momento. É um otimo personagem. Entre nossos filmes, as séries da Netflix e as séries da ABC, existem muitas oportunidades de introduzi-lo no Universo Cinematográfico Marvel, porém, não existe nada de imediato planejado para ele por enquanto."
Um filme solo do Blade no Universo Cinematográfico Marvel está previsto para estrear no final da década de 2020, com Mahershala Ali interpretando Eric Brooks / Blade.

## Equipe
| Filme          | Data de lançamento     | Diretor(es)        | Roteirista(s)  | Produtor(es)                                                      |
| -------------- | ---------------------- | ------------------ | -------------- | ----------------------------------------------------------------- |
| Blade          | 21 de agosto de 1998   | Stephen Norrington | David S. Goyer | Wesley Snipes, Peter Frankfurt, Robert Engelman e Andrew J. Horne |
| Blade II       | 22 de março de 2002    | Guillermo del Toro | David S. Goyer | Wesley Snipes, Patrick Palmer e Peter Frankfurt                   |
| Blade: Trinity | 08 de dezembro de 2004 | David S. Goyer     | David S. Goyer | Lynn Harris, Wesley Snipes, David S. Goyer e Peter Frankfurt      |

## Recepção

### Crítica
| Filme             | Rotten Tomatoes    | Metacritic       |
| ----------------- | ------------------ | ---------------- |
| Blade             | 57% (107 resenhas) | 47 (25 resenhas) |
| Blade II          | 58% (151 resenhas) | 52 (28 resenhas) |
| Blade: Trinity    | 25% (167 resenhas) | 38 (30 resenhas) |
| Blade: The Series | 50% (18 resenhas)  | 49 (15 resenhas) |

## Série de televisão
O canal de televisão Spike TV estreou, em 28 de junho de 2006, Blade: The Series, criada por Goyer e Geoff Johns e estrelada por Sticky Fingaz como Blade. A série compartilha a continuidade dos filmes e se passa após os eventos de Blade: Trinity. Foi cancelada após 13 episódios.